# Notoliparis antonbruuni
Notoliparis antonbruuni is een straalvinnige vissensoort uit de familie van slakdolven (Liparidae). De wetenschappelijke naam van de soort is voor het eerst geldig gepubliceerd in 2005 door Stein.